# 170 Maria
170 Maria è un asteroide della fascia principale, in orbita attorno al Sole; venne scoperto il 10 gennaio 1877 dall'astronomo francese Henri Joseph Anastase Perrotin. Il suo nome è dovuto a Maria, sorella di Antonio Abetti, che per primo ne ricavò i parametri orbitali.
Dati i suoi parametri orbitali simili a quelli di altri corpi minori, Maria è considerato il prototipo della famiglia di asteroidi Maria.
La superficie dell'asteroide è chiara; esso si compone probabilmente di silicati e ferro-nichel.
Il 10 giugno 1997 è stata osservata dal Canada un'occultazione stellare da parte di Maria.